# Kédougou
Kédougou är en stad och kommun i sydöstra Senegal, inte långt från gränsen mot Guinea. Den är huvudort för Kédougouregionen och har cirka 37 000 invånare.